# Xeranoplium flavofemoratum
Xeranoplium flavofemoratum är en skalbaggsart som beskrevs av Chemsak och Linsley 1963. Xeranoplium flavofemoratum ingår i släktet Xeranoplium och familjen långhorningar. Inga underarter finns listade i Catalogue of Life.